# Soporte vital avanzado

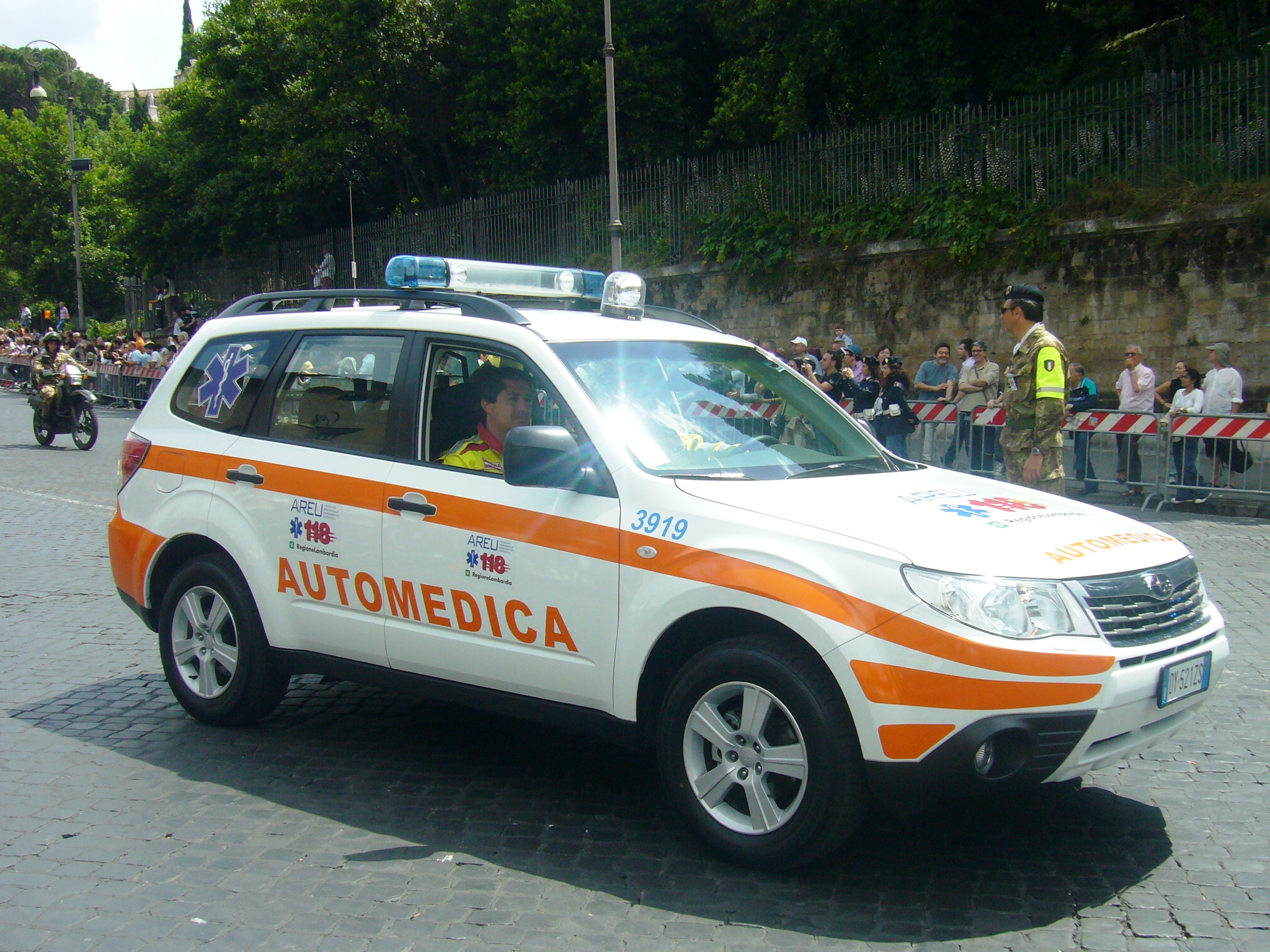
El coche volador (coche médico) Subaru Forester del Servicio Médico de Emergencia italiano (Lombardia) desfila en Roma con motivo del Día de la República de 2010.

El soporte vital avanzado (SVA) es la atención sanitaria proporcionada por profesionales de la salud generalmente dentro de una unidad de cuidados intensivos, urgencias o emergencias. El personal debe estar previamente capacitado para evaluar la situación del paciente, administrar la medicación necesaria en cada caso y proporcionar desfibrilación, brindando además un manejo avanzado de la vía aérea, tratando de garantizar estabilidad hemodinámica antes y durante el transporte al hospital o igualmente dentro de un centro hospitalario. Con este tipo de asistencia se logra sostener o prolongar la vida del paciente, y en caso de muerte cerebral, las funciones básicas para fines de donación de órganos, hasta la decisión de los familiares o de una corte.

## Especificación
La reanimación cardiopulmonar (RCP) dentro de la medicina es un área que está necesitada de recomendaciones sustentadas por evidencias. A partir del año 2000, la Agrupación Internacional de Consejos de Resucitación (ILCOR), lleva a cabo  procesos sistemáticos de evaluación de la ciencia cada 5 años. El resultado son las recomendaciones internacionales de consenso en la ciencia y de recomendaciones de tratamiento (CoSTR). El ILCOR ha establecido seis grupos de trabajo, dos de los cuales (neonatal y pediátrico) se centran en el paciente pediátrico. Cada grupo de trabajo ha realizado los siguientes pasos: a) identificar los temas en los que era más necesario buscar pruebas, b) seleccionar e invitar a expertos internacionales a revisar las evidencias, c) realizar el proceso de evaluación, d) debatir los hallazgos, e) presentar los resultados en conferencias de consenso, f) proponer un texto consensuado para el documento CoSTR y g) aprobar dicho texto. Del mismo modo lo hace el equipo de trabajo de adultos.  
Los resultados mejoran significativamente cuando la reanimación cardiopulmonar básica (RCPB) se inicia precozmente (primeros 4 minutos posterior a la parada) por las personas que presencian el episodio y la Reanimación cardiopulmonar avanzada (RCPA) antes de 8 minutos posterior a la parada cardíaca.   

## RCP en Pediatría
La RCPA es el conjunto de maniobras y técnicas dirigidas a proporcionar el tratamiento definitivo de la PCR, optimizando la sustitución de las funciones respiratoria y circulatoria. Esto incluye: el manejo de la vía aérea, la ventilación con oxígeno, la consecución de un acceso vascular, la administración de fármacos, el diagnóstico y tratamiento de las arritmias y, por último, la estabilización, el transporte y la recuperación de las lesiones secundarias a la hipoxia/isquemia.  